# جاك يونغ (لاعب كريكت)
جاك يونغ (14 أكتوبر 1912 في المملكة المتحدة - 5 فبراير 1993 في المملكة المتحدة) (بالإنجليزية: Jack Young)‏ هو لاعب كريكت بريطاني (وحمل سابقاً جنسية المملكة المتحدة لبريطانيا العظمى وأيرلندا). شارك مع منتخب إنجلترا للكريكت.

## وصلات خارجية
- جاك يونغ على موقع إي آس بي آن كريك إنفو (الإنجليزية)